# Samuel Eilenberg
  Samuel Eilenberg    (Varsòvia, 30 de setembre de 1913 - Nova York, 30 de gener de 1998), conegut com Sammy Eilenberg, va ser un matemàtic polonès, nacionalitzat estatunidenc.
La topologia va ser el seu principal interès: va treballar en el tractament axiomàtic de la teoria de l'homologia amb Norman Steenrod, i en l'àlgebra homológica amb Saunders Mac Lane, va escriure un llibre sobre el tema anterior amb Henri Cartan que va arribar a ser un clàssic, i va prendre part en les trobades del grup Bourbaki. Després es va dedicar principalment a la teoria de les categories, sent un dels fundadors del camp. El telescopi d'Eilenberg és una construcció sorprenent, que aplica la idea de la cancel·lació telescòpica als mòduls projectius.
Eilenberg també va escriure un important llibre sobre teoria d'autòmats.

## Obra destacada
- Samuel Eilenberg (1974), Automata, Languages and Machines. ISBN 0-12-234001-9.
- Samuel Eilenberg & Tudor Ganea (1957), On the Lusternik-Schnirelmann category of abstract groups, Annals of Mathematics, 2nd Ser., 65, no. 3, 517 – 518. MR 0085510
- Eilenberg, Samuel; Mac Lane, Saunders «Relations between homology and homotopy groups of spaces». Annals of Mathematics, 46, 1945, pàg. 480–509. DOI: 10.2307/1969165.
- Eilenberg, Samuel; Mac Lane, Saunders «Relations between homology and homotopy groups of spaces. II». Annals of Mathematics, 51, 1950, pàg. 514–533. DOI: 10.2307/1969365.
- Eilenberg, Samuel; Moore, John C. «Limits and spectral sequences». Topology, 1, 1, 1962, p. 1–23. DOI: 10.1016/0040-9383(62)90093-9. ISSN: 0040-9383.
- Eilenberg, Samuel; Niven, Ivan «The "fundamental theorem of algebra" for quaternions». Bull. Amer. Math. Soc., 50, 4, 1944, pàg. 246–248. DOI: 10.1090/s0002-9904-1944-08125-1.
- Eilenberg, Samuel; Steenrod, Norman E. «Axiomatic approach to homology theory». Proc. Natl. Acad. Sci. U.S.A., 31, 4, 1945, pàg. 117–120. DOI: 10.1073/pnas.31.4.117. PMC: 1078770. PMID: 16578143.
- Samuel Eilenberg & Norman E. Steenrod (1952), Foundations of algebraic topology, Princeton University Press, Princeton, New Jersey. xv+328 pp.[5]